# Relé
Um relé (do francês relais), ou, menos frequentemente, relê (por influência do inglês relay, embora esta forma ainda não esteja dicionarizada), é um interruptor eletromecânico projetado por Michael Faraday na década de 1830, com inúmeras aplicações possíveis em comutação de contatos elétricos, servindo para ligar ou desligar dispositivos.
A movimentação física deste interruptor ocorre quando a corrente elétrica percorre as espiras da bobina do relé, criando assim um campo magnético que por sua vez atrai a alavanca responsável pela mudança do estado dos contatos.
É normal o relé estar ligado a dois circuitos elétricos para efetuar a comutação. No caso do relé eletromecânico, a comutação é realizada alimentando-se a bobina do mesmo. Quando uma corrente originada no primeiro circuito passa pela bobina, um campo eletromagnético é gerado, acionando o relé e possibilitando o funcionamento do segundo circuito. Sendo assim, uma das aplicações do relé é usar baixas tensões e correntes para o comando no primeiro circuito, protegendo o operador das possíveis altas tensões e correntes que irão circular no segundo circuito (contatos).

## Introdução

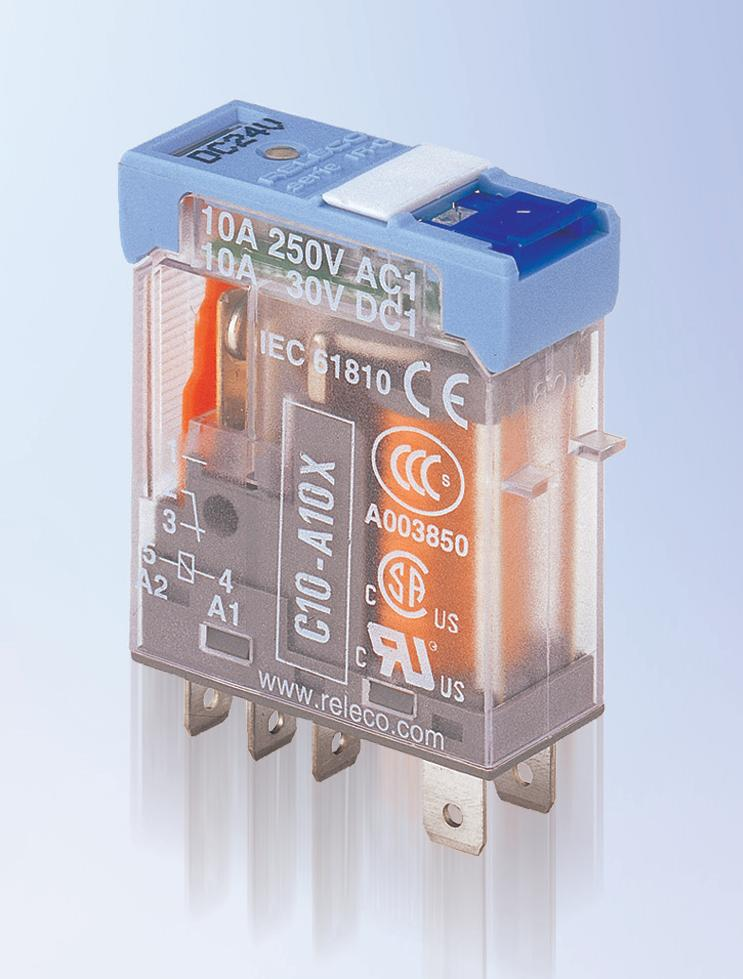
Relé industrial miniatura - terminal tipo Faston - foto cedida pela Comat Releco do Brasil

Um simples relé eletromecânico, é aplicado em máquinas de todos os tipos responsáveis pela produção de um infinito número de bens que consumimos: esta cadeia inicia-se desde a energia elétrica gerada em UHEs - usina hidroelétrica - e que chega às casas e indústrias. Os relés ainda são aplicados na movimentação e proteção contra abertura de portas nos elevadores de nossos prédios, estão presentes nos processos de tratamento de água que bebemos, nos processos de fabricação de alimentos, pães, biscoitos que consumimos. Onde quer que estejamos tem sempre um relé trabalhando para que algo funcione para nos servir.
São largamente utilizados na linha de montagem de nossos carros, nas linhas de produção das peças que os compõe, sendo encontrados ainda nos sistemas de acesso do Metrô (nas catracas), nas composições de trens da CPTM e metros além dos ônibus movidos a eletricidade.

## História do relé

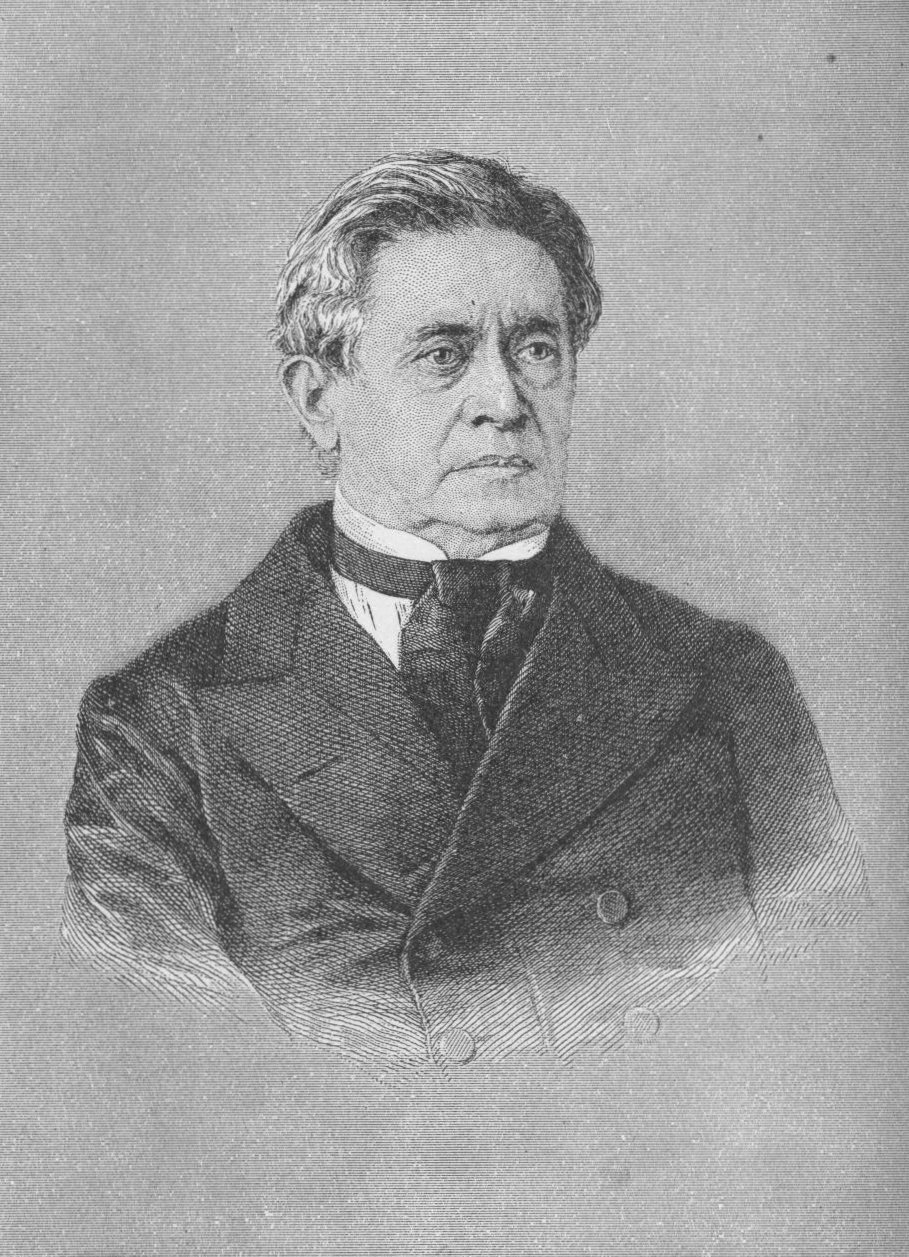
Joseph Henry

A história do relé começou com os estudos de Joseph Henry cientista norte americano em 1830, enquanto construía eletroímãs, descobriu o fenômeno eletromagnético chamado indução electromagnética ou auto-indutância e a indutância mútua. O seu trabalho foi desenvolvido independentemente de o de Michael Faraday, mas é a este último que se atribuí a honra da descoberta por ter publicado primeiro as suas conclusões. A Henry também é creditada a invenção do motor elétrico, embora mais uma vez, não tenha sido o primeiro a registrar a patente. Seus estudos acerca do relé eletromagnético foram a base do telégrafo elétrico, inventado por Samuel Morse e Charles Wheatstone. Mais tarde provou que as correntes podem ser induzidas à distância, magnetizando uma agulha com a ajuda de um relâmpago a 13 quilómetros de distância.
Em 1832, Henry tornou-se professor de Física no College of New Jersey, mais tarde conhecido como Universidade de Princeton. Foi Professor na Academia de Albany (EUA) e o primeiro diretor do Instituto Smithsoniano, de 1846 até à sua morte, 32 anos depois. À frente deste Instituto, desempenhou importantíssimo papel no desenvolvimento da ciência norte-americana.
Após a sua morte, a unidade de indutância ou resistência indutiva no Sistema Internacional (SI), foi batizada de Henry, em reconhecimento do seu trabalho.

## Composição de um relé eletromecânico

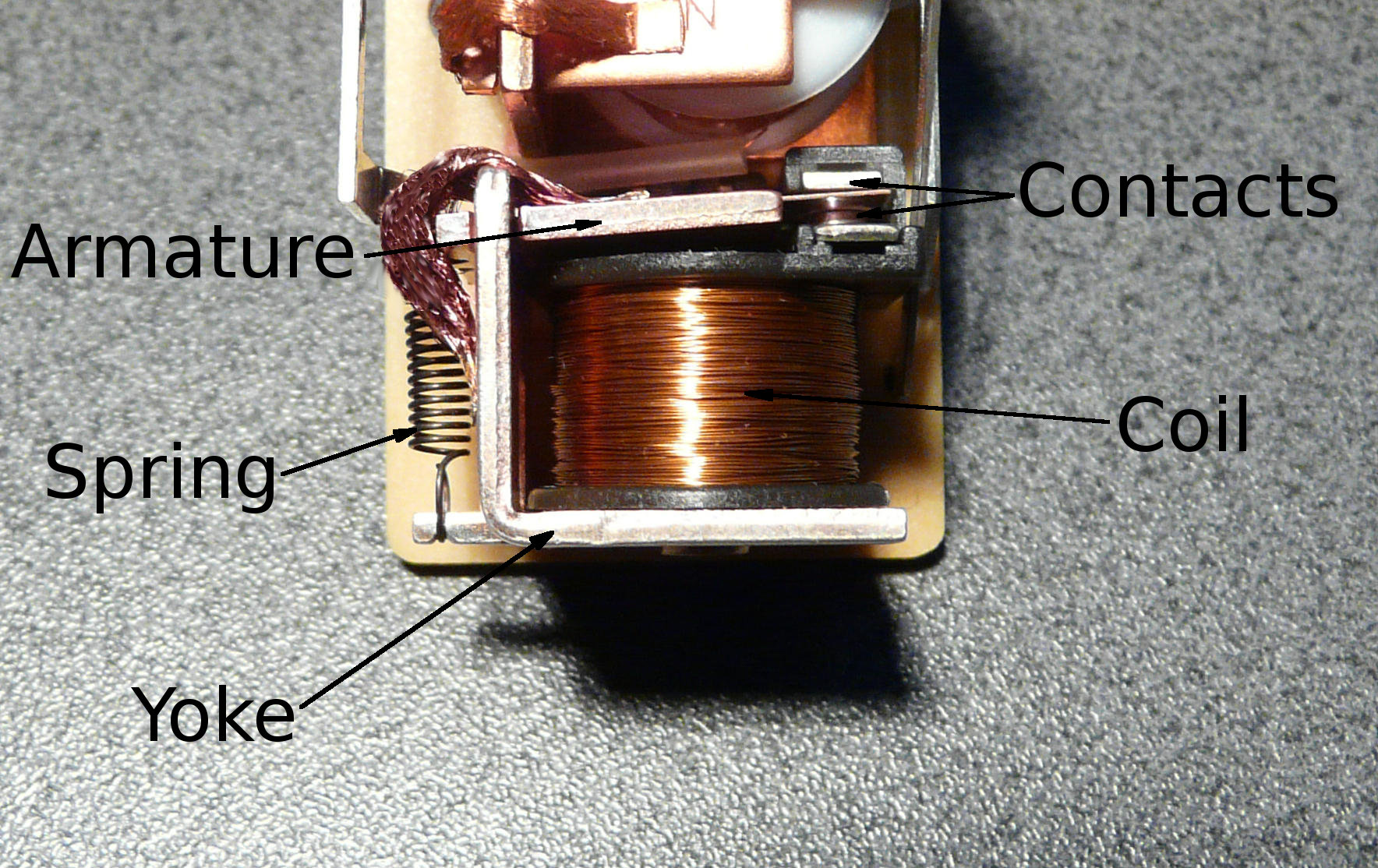
Componentes de um relé eletromecânico

As partes que compõem um relé eletromecânico são:
- eletroímã (bobina) — constituído por fio de cobre em torno de um núcleo de ferro maciço que fornece um caminho de baixa relutância para o fluxo magnético;
- Armadura de ferro móvel;
- Conjuntos de contatos;
- Mola de rearme;
- Terminais — podem variar dependendo da aplicação:
  - Terminais tipo Faston;
  - Terminais para conexão em Bases (Sockets);
  - Terminais para conexão em PCIs (Placas de circuito impresso);

Nota: Atualmente existem diversas empresas que utilizam relés desenvolvidos para aplicação em PCI's (eletrônica convencional) em ambientes industriais, adaptando esta aplicação através de bases/soquetes. Porém é importante notar que quando aplicado em um ambiente industrial, onde se exige uma fácil reposição e manutenção, estes tipos de terminais facilmente danificam-se e podem causar problemas de mau contato e diversos outros tipos de falhas nas reposições futuras. Para aplicações industriais, seja qual for a sua natureza, é indicada a aplicação de relés com terminais tipo Faston em conjunto com suas bases por serem projetados para resistir a este tipo de operação e ambiente.

## Princípio de funcionamento

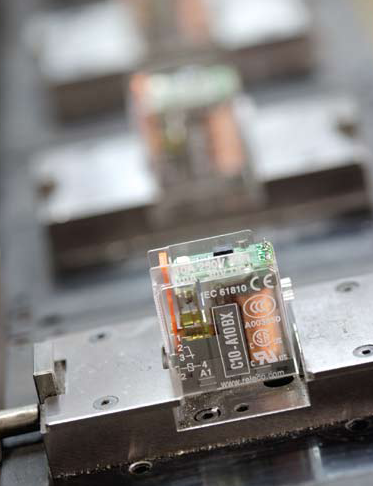
Processo de Produção

A bobina de um relé é constituída por um fio em torno de um núcleo de aço maciço. Então temos no relé uma bobina, um núcleo de aço que fornece um caminho de baixa relutância para o fluxo magnético, uma armadura de aço móvel e um conjunto, ou conjuntos, de contatos presos a molas. Enquanto a bobina se mantém desenergizada, a força das molas mantém os contatos em estado de repouso de modo a existir uma lacuna de ar no circuito magnético. O estado de repouso pode ser normalmente fechado (NF) ou normalmente aberto (NA), a depender da função do relé no circuito. Quando a bobina recebe a corrente elétrica, a armadura movimenta-se em direção ao núcleo, atraída pelo campo magnético gerado, movimentando mecanicamente o contato ou contatos ligados a esta armadura. No instante em que a força magnética gerada pela circulação de corrente na bobina se torna maior que a força das molas, o contato é atraído fisicamente, sai do estado de repouso e muda a condição do circuito para aberto (se for normalmente fechado) ou fechado (se for normalmente aberto). Quando a circulação de corrente através da bobina cessa, a bobina é desenergizada e o contato volta ao estado de repouso por força da mola.
Se a configuração do contato de um relé é NF (normalmente fechado, ou NC na sigla em inglês) o circuito está fechado enquanto o relé encontra-se desenergizado. Então quando energizado, a conexão física entre contato fixo e móvel se abre e interrompe a passagem de corrente elétrica. O inverso ocorre quando a configuração do contato do relé é NA (normalmente aberto, ou NO em inglês).
Em alguns casos, os relés podem ter mais de um contato formando um conjunto de contatos que atuam simultaneamente com a força magnética, dependendo da função do relé. Há casos também, comuns nas partidas de motores industriais, em que a força da mola, necessária para fazer o contato retornar ao estado de repouso, é substituída pela força da gravidade.
Os relés, exemplificados na imagem utilizada no tópico Componentes de um relé, também têm um fio de ligação da armadura ao terminal, o que garante a continuidade do circuito entre os contatos que se deslocam sobre a armadura e a pista de circuito na Placa de Circuito Impresso (PCB), através do terminal, que é soldada ao PCB.
Quando uma corrente elétrica passa através da bobina, o campo magnético resultante atrai a armadura e consequentemente movimenta o contato móvel, fazendo ou quebrando a conexão com um contato fixo. Se o conjunto de contatos for fechado quando o relé foi desenergizado, então o movimento abre os contatos e quebra a conexão, e vice-versa, se os contatos foram abertos. Quando a corrente na bobina é desligada, a armadura é devolvida por uma força tão forte quanto a força magnética, à sua posição relaxada.
A maioria dos relés são fabricados para funcionar rapidamente. Em uma aplicação de baixa tensão, isto ocorre para reduzir o ruído. Em uma aplicação de alta tensão ou corrente elevada, isto ocorre para reduzir a formação de arco.
Se a bobina é energizada em tensão DC (corrente contínua), um diodo é frequentemente instalado na bobina, para dissipar a energia do campo magnético em colapso na desativação, o que de outra forma poderia gerar um pico de tensão perigosa para os componentes do circuito. Alguns relés automotivos já incluem o diodo dentro da caixa de relé. Alternativamente, uma rede de proteção de contato, consistituída por um capacitor e resistor em série, pode absorver também este pico se a bobina for projetada para ser energizada em AC (corrente alternada).

### Relés automotivos
São muitos os modelos existentes no mercado hoje, eles são especiais porque seu desenho e tecnologia são específicos para carros de passeio, carga e embarcações. Normalmente são relés de corrente alta, nas tensões de 12V e 24V DC, alguns com proteções em suas bobinas utilizando diodos e resistores. São muitos os modelos com fixações laterais ou de topo, são relés para controlo de faróis, limpadores de para-brisas, lanternas, moto-ventiladores, iluminação, alarmes, motor de partida e outros.